# Aphanius de Corse
Aphanius fasciatus
Espèce
Statut de conservation UICN

 LC  : Préoccupation mineure
L'Aphanius de Corse (aphanius fasciatus) ou Cyprinodonte de Corse (appartenant à la famille des cyprinodontidés, souvent appelés killies) est une espèce de poissons fréquentant les eaux douces et saumâtres. On le retrouve principalement dans les étangs de Biguglia ou Palo, ainsi que dans la baie de San Siprianu en Corse. C'est un poisson protégé, dont la capture est interdite.